# Провінційний чоловік
«Провінційний чоловік» (тагал. FPJ's Ang Probinsyano) — філіппінський  телесеріал 2015 року виробництва телекомпанії ABS-CBN‎.

## У ролях
- Коко Мартін — Домінадор «Адор» Б. де Леон / Рікардо «Кардо» Далісай